# Chaldea
Chaldeja, Chaldea, akadyjskie Kaldu, nazwa Babilonii lub jej południowej części użyta po raz pierwszy w inskrypcjach króla Asyrii Aszurnasirpala II (IX w. p.n.e.); od czasów panowania dyn. chaldejskiej (626–539) nazwą Chaldeja objęto obszar całej Babilonii (w świecie antycznym Chaldeja i Kaldu oznaczały to samo). Zamieszkane przez starożytnych Chaldejczyków. Z Ur chaldejskiego pochodził m.in. biblijny Abraham.

## Dynastia chaldejska (XI dynastia zBabilonu)
- Nabu-apla-usur / Nabopolasar (626–605 p.n.e.) (610 p.n.e. – upadek miasta Harran, koniec Imperium Asyryjskiego)
- Nabu-kudurri-usur II / Nabuchodonozor II (604–562 p.n.e.)
- Amel-Marduk (562–560 p.n.e.)
- Nergal-szarra-usur / Neriglissar (559–556 p.n.e.)
- Labaszi-Marduk (556 p.n.e.)
- Nabonid (555–539 p.n.e.)